# Аллагаш
А́ллагаш (англ. Allagash River) — река в штате Мэн, правый приток реки Сент-Джон.
Длина реки составляет 105 км, площадь бассейна реки — 3831 км². Средний сток реки равен 56 м³/с, максимальный сток — 1160 м³/с. Высота истока — 283 м над уровнем моря. Высота устья — 180 м над уровнем моря.
Аллагаш берёт начало в озере Черчилл (ранее называлось Херон) в округе Пискатакис, течёт в общем направлении на северо-восток через цепь естественных озёр, впадает в реку Сент-Джон южнее посёлка Аллагаш, близ государственной границы с Канадой. Большая часть течения реки и её устье находится на территории округа Арустук.
До 1841 года сток из озёр Аллагаш, Чеймберлин и Телос шёл по реке Аллагаш, но после строительства плотины Телос у озера Чеймберлин и канала Кат сток из этих озёр перенаправлен в систему реки Пенобскот. Это позволило осуществлять сплав леса к атлантическому побережью штата, но в наши дни существование этой плотины вызывает неоднозначную оценку.
Так как Аллагаш протекает по местам почти не тронутым рукой человека, то в летнее время по реке часто сплавляются каноисты. В 1857 году известный американский писатель и аболиционист Генри Дэвид Торо вместе со своими друзьями совершил на каноэ путешествие к верховьям реки (к озеру Херон); впечатления от этого путешествия легли в основу его рассказа «Аллагаш и Восточный рукав», который был опубликован уже после его смерти.